# Guarnieri I di Lenzburg-Baden
Guarnieri I (o Guarnerio) di Lenzburg (in tedesco Werner I von Lenzburg; ... – 1120) è stato un condottiero svevo.
Fu marchese di Ancona e duca di Spoleto dal 1093 al 1120.
Figlio del conte Ulrico II e di Richenza d'Asburgo. L'attribuzione alla famiglia Lenzburg non è sicuro e neanche probabile. Nel 1053 fu inviato dall'imperatore Enrico III in soccorso al papa Leone IX nella Battaglia di Civitate, a capo di una milizia formata da 700 tra cavalieri e fanti suebi, per unirsi ai pontifici contro i Normanni guidati da Riccardo I di Aversa, da cui vennero sconfitti. 
Fu poi al servizio di Enrico IV, figlio del precedente, il quale lo inviò nella spedizione del 1080 contro la contessa Matilde di Toscana, che venne sconfitta e alla quale furono tolti alcuni territori dell'Italia centrale. In questi territori nel 1090, Enrico IV costituì la marca di Ancona, e nel 1093, Guarnieri di Lenzburg ricevette dal suo imperatore l'investitura a marchese di Ancona e a duca di Spoleto. 
Nel 1105, Guarnieri offrì la sua protezione all'antipapa Silvestro IV (Maginulfo) contro il pontificato di Pasquale II, facendolo insediare nel palazzo del Laterano (18 novembre 1105). L'appoggio però cessò il giorno dopo, quando Pasquale II ritornò nell'Urbe.
Alla sua morte, avvenuta nel 1120, gli succedettero i figli Guarnieri II e Federico.